# الزوايدة
قرية الزوايدة هي إحدى القرى التابعة لمركز نقادة في محافظة قنا في جمهورية مصر العربية. حسب إحصاءات سنة 2006، بلغ إجمالي السكان في الزوايدة 15942 نسمة، منهم 7489 رجل و8453 امرأة.